# دزد (فیلم ۱۹۹۷)
«دزدی» (روسی: Вор) فیلمی در ژانر جنایی و درام است که در سال ۱۹۹۷ منتشر شد. از بازیگران آن می‌توان به ولادمیر ماشکوف اشاره کرد.